# Бойморто
Бойморто (гал. Boimorto, ісп. Boimorto) — муніципалітет в Іспанії, у складі автономної спільноти Галісія, у провінції Ла-Корунья. Населення — 2288 осіб (2009).
Муніципалітет розташований на відстані близько 468 км на північний захід від Мадрида, 44 км на південний схід від Ла-Коруньї.
Муніципалітет складається з таких паррокій: Андабао, Ос-Аншелес, Арсео, Бойміль, Бойморто, Братес, Буасо, Кардейро, Корнеда, Дормеа, Меркурін, Родьєйрос, Сендельє.

## Географія
Через муніципалітет протікає річка Тамбре.

## Демографія
Динаміка населення (INE ):

## Галерея зображень

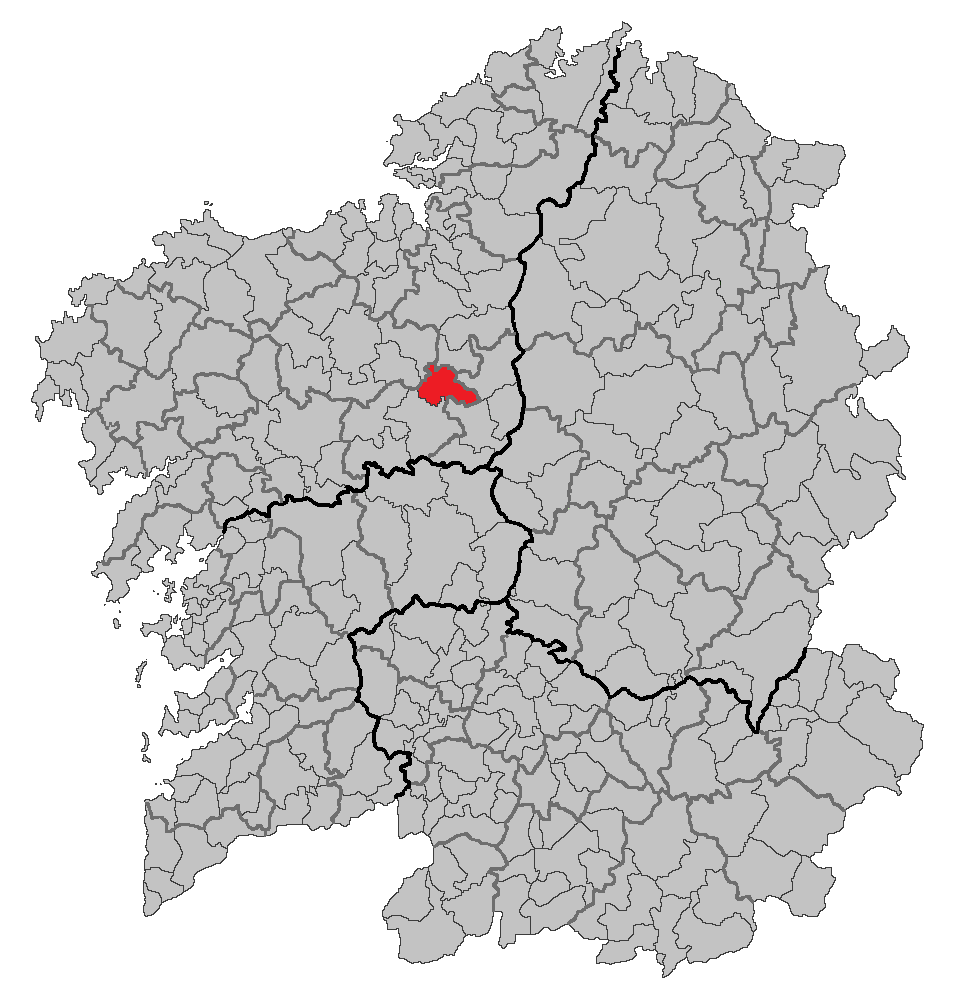
Розташування муніципалітету